# N-241

La N-241 fue una carretera nacional española que servía de acceso desde la Autovía del Mediterráneo al Puerto de Tarragona para el transporte de mercancías. Actualmente esta denominación está en desuso, y los tramos de la carretera forman parte de la autovía A-27.
- Datos: Q6036643